# 손효종
손효종(1996년 ~ )은 대한민국의 가수다. 2021년 싱글 [10:10]으로 데뷔했다.

## 방송
- TV조선 대학가요제 (2024)

## 음반
- 10:10 (2021)
- Color (2021)
- 부산 (2021)
- 처음하는 이별처럼 (2023)
- Hi, Sia (2023)